# Pedro Pablo Kuczynski
Pedro Pablo Kuczynski Godard (Lima, 3 oktober 1938) is een Peruviaans politicus. Tussen 2016 en 2018 was hij de vijfennegentigste president van Peru.

## Politieke loopbaan
Kuczynski is een zoon van een Duits-Joodse vader en een Zwitserse moeder, die in de jaren dertig van de twintigste eeuw van Duitsland naar Peru vluchtten. Hij studeerde onder meer PPE in het Britse Oxford en public affairs aan de Amerikaanse Princeton-universiteit. Gedurende een belangrijk deel van zijn carrière was hij in de Verenigde Staten werkzaam in de bankenwereld, waaronder bij de Wereldbank.
In 1980 was Kuczynski voor het eerst actief in de Peruviaanse politiek toen hij benoemd werd tot minister van Energie tijdens het presidentschap van Fernando Belaúnde Terry. Hij behield deze functie tot augustus 1982. Na jaren in de Verenigde Staten gewerkt te hebben, keerde hij in 2001 definitief terug naar Peru om minister van Economische Zaken en Financiën te worden onder president Alejandro Toledo. Hij bekleedde dit ambt aanvankelijk tot 2002 en daarna nogmaals tussen 2004 en 2005. Op 16 augustus 2005 werd Kuczynski benoemd tot premier van Peru en bleef dit tot het einde van Toledo's presidentschap op 28 juli 2006.
In 2011 was Kuczynski namens de Alliantie voor de Grote Verandering presidentskandidaat bij de Peruviaanse algemene verkiezingen. Hij werd echter in de eerste ronde uitgeschakeld door Keiko Fujimori (dochter van voormalig president Alberto Fujimori) en de later tot president verkozen Ollanta Humala. Vijf jaar later, bij de verkiezingen van 2016, nam hij nogmaals deel, dit keer als aanvoerder van zijn partij Peruanos Por el Kambio (PPK, naar zijn eigen initialen). Ditmaal slaagde hij er wel in de tweede stemronde te bereiken, waar hij zijn rivale Keiko Fujimori met een zeer nipt verschil wist te verslaan. Op 28 juli 2016 werd Kuczynski beëdigd als president.
In maart 2018 moest Kuczynski aftreden op verdenking van corruptie. Hij werd opgevolgd door zijn eerste vicepresident Martín Vizcarra.